# 아큐페이션
《아큐페이션》(Occupation)은 오스트레일리아에서 제작된 루크 스파크 감독의 2018년 액션, SF 영화이다. 댄 유잉 등이 주연으로 출연하였다.
2018년 2월, 사반 엔터테인먼트는 북아메리카 지역의 영화 배급권을 취득하였다. 오스트레일리아와 뉴질랜드의 개봉은 피나클 필름에서 맡았다.

## 출연

### 주연
- 댄 유잉
- 테무에라 모리슨
- 스테파니 제이콥슨
- 자클린 맥켄지
- 브루스 스펜스

### 조연
- 찰스 메슈어
- 리아논 피쉬

## 기타
- 제작총괄: 루크 스파크